# Comuna Bacivsk, Hluhiv
Bacivsk (în ucraineană Бачівськ) este o comună în raionul Hluhiv, regiunea Sumî, Ucraina, formată din satele Bacivsk (reședința) și Tovstodubove.

## Demografie
Componența lingvistică a comunei Bacivsk
     Ucraineană (97,69%)
     Rusă (2,31%)
Conform recensământului din 2001, majoritatea populației comunei Bacivsk era vorbitoare de ucraineană (97,69%), existând în minoritate și vorbitori de rusă (2,31%).